# 3-Metilmetkatinon
3-Metilmetkatinon, takođe poznat kao 3-MMC i 3-mefedron, je dezajnirani lek iz familije supstituisanih katinona, sa empatogen-entaktogenskim dejstvom. 3-MMC je strukturno bliko srodan sa populanom zabranjenom drogom mefedronom (4-MMC), i nelegalan je u većini zemalja u kojima je zabranjen 3-mefedron, pošto je strukturni izomer 4-mefedrona. 3-MMC može da služi kao alternativa mefedrona, i kao takav je u prodaji u Švedskoj.
Za razliku od drugih materijala slične namene, 3-MMC je bio testiran i okarakterisan na velikim sisarima.